# Julijan Gbur
Julijan Gbur (in ucraino Юліян Ґбур?; Brzeżawa, 14 novembre 1942 – Leopoli, 24 marzo 2011) è stato un vescovo cattolico ucraino della Chiesa greco-cattolica ucraina.

## Biografia
Monsignor Julijan Gbur nacque a Brzeżawa, frazione di Bircza, vicino a Przemyśl, il 14 novembre 1942. Nel 1947, nell'ambito dell'Operazione Vistola, la sua famiglia fu trasferita nel nord della Polonia.

### Formazione e ministero sacerdotale
Ricevette la sua istruzione secondaria in un seminario missionario. Compì gli studi di filosofia e teologia per il sacerdozio presso il seminario teologico maggiore della Società del Verbo Divino.
Il 21 febbraio 1961 emise la professione solenne Tra il 1964 e il 1965 svolse il regolare servizio militare. Il 21 giugno 1970 fu ordinato presbitero dal cardinale Adam Kozłowiecki.
Dopo aver conseguito la laurea in teologia fu parroco della parrocchia greco-cattolica di Cracovia dal 1970 al 1973, parroco delle parrocchie ucraine di Górowo Iławeckie e Ostro Barda dal 10 luglio 1973 al 1983 e parroco di Pieneńozo dal 1983 al 1993. Dal 1982 al 1991 fu decano del decanato di Olsztyn. L'11 giugno 1983, con decreto del primate di Polonia, cardinale Józef Glemp, venne nominato visitatore per i fedeli greco-cattolici in Polonia e consigliere del primate per l'amministrazione della Chiesa greco-cattolica ucraina. Il 26 aprile 1991 venne nominato protosincello dell'eparchia di Przemyśl.

### Ministero episcopale
Il 21 febbraio 1994 il sinodo della Chiesa greco-cattolica ucraina lo selezionò come vescovo ausiliare di Leopoli degli Ucraini. Il 30 marzo successivo la Santa Sede confermò la nomina e gli assegnò la sede titolare di Bareta. Ricevette l'ordinazione episcopale il 7 luglio successivo dal cardinale Myroslav Ivan Ljubačivs'kyj, arcivescovo maggiore di Leopoli degli Ucraini, co-consacranti l'eparca di Przemyśl Jan Martyniak e il vescovo ausiliare di Leopoli degli Ucraini Philemon Kurchaba.
Nel 1995 il sinodo della Chiesa greco-cattolica ucraina lo elesse segretario del consiglio patriarcale della Chiesa greco-cattolica ucraina. Venne incaricato di preparare e guidare la prima sessione del consiglio patriarcale. Nell'ottobre del 1996 venne eletto segretario del sinodo della Chiesa greco-cattolica ucraina.
Il 21 luglio 2000 il sinodo della Chiesa greco-cattolica ucraina lo nominò eparca di Stryj. Il 12 ottobre successivo papa Giovanni Paolo II diede la sua benedizione alla nomina.
Fu presidente della commissione per le comunicazioni sociali della Chiesa greco-cattolica ucraina.
Il 20 gennaio 2010 papa Benedetto XVI, viste le sue gravi condizioni di salute, nominò il suo ausiliare Taras Sen'kiv amministratore apostolico sede impedita.
Morì a Leopoli alle 5:15 del 24 marzo 2011 all'età di 69 anni dopo una lunga e grave malattia. Le esequie si tennero il 26 marzo alle ore 10 a Stryj. La sua salma venne temporaneamente sepolta nel cimitero cittadino di Stryj. Dopo il completamento della nuova cattedrale la salma fu traslata all'interno della stessa.

## Genealogia episcopale
La genealogia episcopale è:
- Cardinale Scipione Rebiba
- Cardinale Giulio Antonio Santori
- Cardinale Girolamo Bernerio, O.P.
- Arcivescovo Galeazzo Sanvitale
- Cardinale Ludovico Ludovisi
- Cardinale Luigi Caetani
- Cardinale Ulderico Carpegna
- Cardinale Paluzzo Paluzzi Altieri degli Albertoni
- Papa Benedetto XIII
- Papa Benedetto XIV
- Papa Clemente XIII
- Cardinale Enrico Benedetto Stuart
- Papa Leone XII
- Cardinale Chiarissimo Falconieri Mellini
- Cardinale Camillo Di Pietro
- Cardinale Mieczysław Halka Ledóchowski
- Cardinale Jan Maurycy Paweł Puzyna de Kosielsko
- Arcivescovo Józef Bilczewski
- Arcivescovo Bolesław Twardowski
- Arcivescovo Eugeniusz Baziak
- Papa Giovanni Paolo II
- Cardinale Myroslav Ivan Ljubačivs'kyj
- Vescovo Julijan Gbur, S.V.D.

## Araldica
| Stemma | Titolare                     | Descrizione |
|        | Julijan Gbur Eparca di Stryj | D'azzurro, alla croce d'argento accantonata da quattro conchiglie d'oro; al capo dello stesso, all'orso passante di nero. Ornamenti esteriori da eparca. Motto: "Спаси, Господи, люди твоя" (Spasi, Gospodi, ljudi tvoja, "Salva, o Signore, il tuo popolo") in antico slavo ecclesiastico. |